# The Book of Burning
The Book of Burning — альбом американской рок-группы Virgin Steele, вышедший в 2002 году. В альбом вошли 8 перезаписанных версий песен группы с первых двух альбомов, а также оригинальный материал. Несколько новых песен были написаны при участии основателя и бывшего гитариста группы Джека Старра во время короткого воссоединения в 1997 году. Песни «Conjuration of the Watcher» и «The Succubus» были написаны Дэвидом Де Фейсом в 1987 году для состоящей из одних женщин рок-группы Original Sin.
Все композиции были записаны и смикшированы с июня по август 2001.

## История записи
Издание альбома известно сопутствующим конфликтом между основателем группы Джеком Старром и её нынешним лидером Дэвид Де Фейсом. По заявлению Старра, лейбл звукозаписи Sanctuary Records изъявил желание переиздать первые два альбома Virgin Steele. Старр, как основной автор музыки с этих альбомов, не дал своё разрешение. Лейбл согласился с этим, но принял решение перезаписать восемь классических песен с первых альбомов с текущим составом группы.

## Список композиций
1. «Conjuration of the Watcher» (Де Фейс, Пурсино) — 4:24
2. «Don’t Say Goodbye (Tonight)» (Де Фейс, Старр) — 4:42
3. «Rain of Fire» (Де Фейс) — 6:27
4. «Annihilation» (Де Фейс) — 1:05
5. «Hellfire Woman» (Де Фейс, Старр) — 6:57
6. «Children of the Storm» (Де Фейс, Старр) — 6:19
7. «The Chosen Ones» (Де Фейс, Старр) — 8:04
8. «The Succubus» (Де Фейс, Пурсино) — 3:15
9. «Minuet in G Minor» (Бах) — 0:48
10. «The Redeemer» (Де Фейс, Старр) — 5:42
11. «I Am the One» (Де Фейс, Старр) — 3:48
12. «Hot and Wild» (Де Фейс, Пурсино) — 4:05
13. "Birth through Fire (Де Фейс) — 0:39
14. «Guardians of the Flame» (Де Фейс, Старр) — 6:44
15. «The Final Days» (Де Фейс, Старр) — 5:50
16. «A Cry in the Night» (Де Фейс) — 4:45